# Шалфей мускатный
Шалфей мускатный (лат. Salvia sclarea) — полукустарник, вид рода Шалфей (Salvia) семейства Яснотковые (Lamiaceae).

## Распространение и экология
В природе встречается в Центральной и Южной Европе, Западной и Средней Азии, на Кавказе. Культивируется повсеместно.
Растёт по каменистым, глинистым, лёссовым, мелкоземистым мелкощебнистым склонам, на песках, на пашнях, в садах как сорняк.

## Ботаническое описание

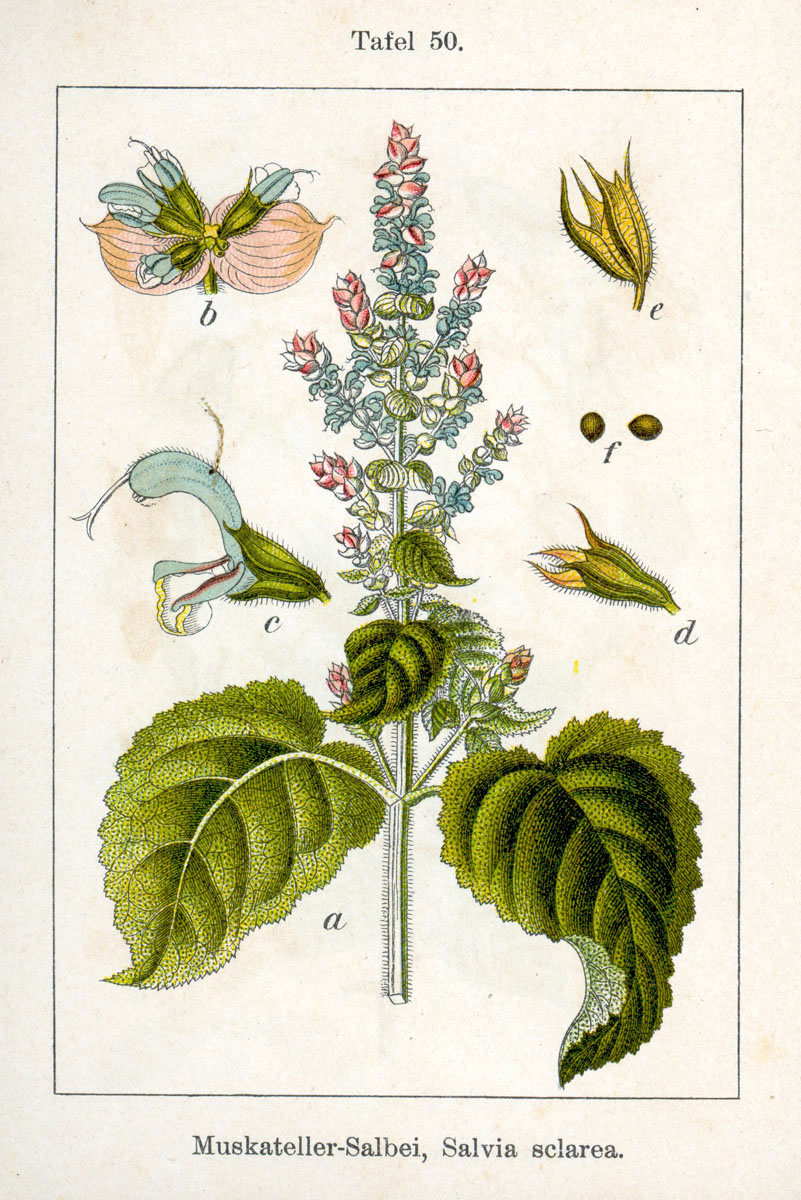
.

Растение, полукустарничек высотой 100—120 см.
Стебель прямой, простой, длиннее соцветия, опушены курчавыми волосками с примесью стебельчатых желёзок.
Нижние и средние стеблевые листья длиной 5,5—32 см, шириной 5—22 см, яйцевидные или яйцевидно-продолговатые, острые или туповатые, по краю выгрызенно-зубчатые, морщинистые, длинночерешковые; прикорневые мельче, рано свёртываются и засыхают; верхние стеблевые меньше средних, на укороченных черешках; прицветные — широкояйцевидные, сидячие, стеблеобъёмлющие, коротко заострённые.
Соцветия метельчато-разветвлённые, реже простые или слабо ветвистые, с 2—6-цветочными ложными мутовками; чашечка длиной 10—12 мм; венчик в два-три раза длиннее чашечки, розоватый, белый или сиреневый, верхняя губа серповидная, нижняя — с широкообратнояйцевидной средней лопастью и продолговатыми, обычно скрученными боковыми лопастями.
Орешки бурые, эллипсоидальные, длиной 2—3 мм, сетчато-морщинистые.
Цветёт в июне — сентябре. Плоды созревают в августе — сентябре.

## Химический состав

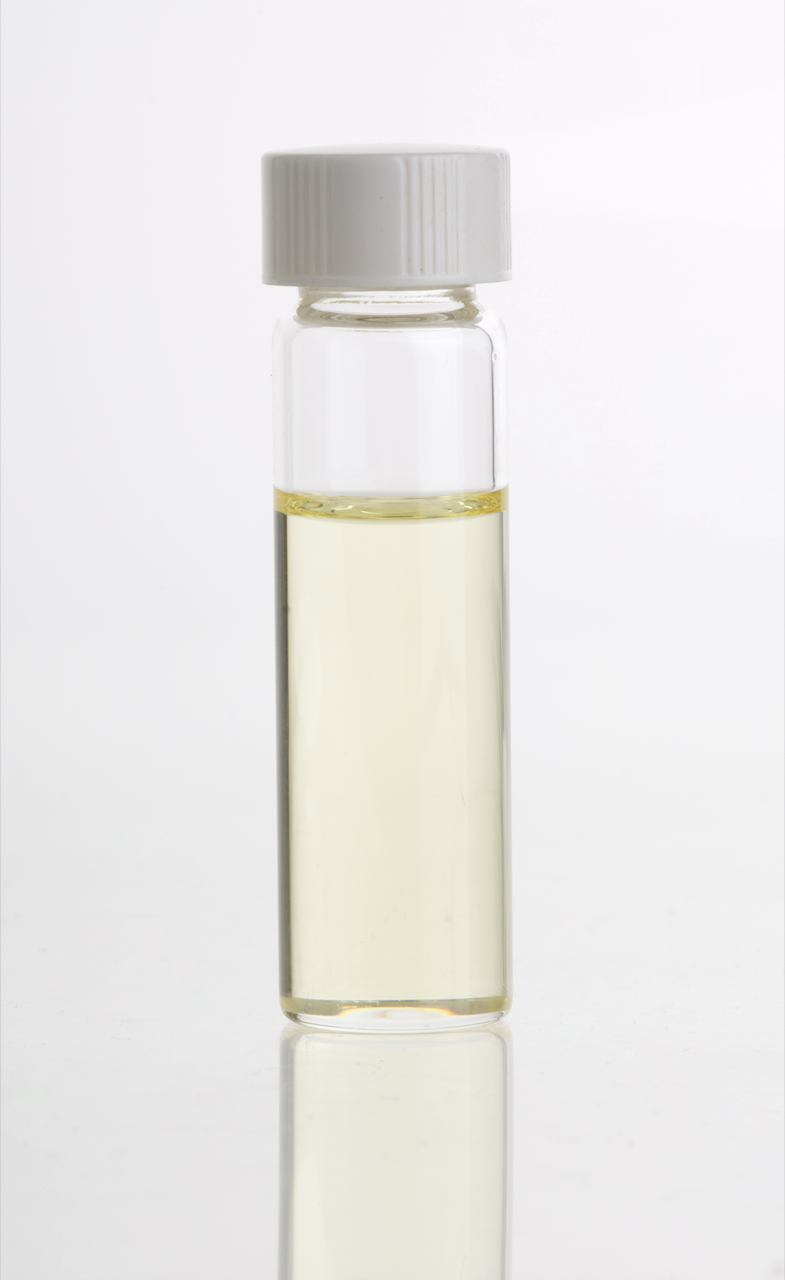
Масло мускатного шалфея

В надземной части растения содержится эфирное масло (масло мускатного шалфея), выход его из соцветий 0,1—0,3 % (на сырую массу). Эфирное масло представляет собой бесцветную или слегка желтоватую жидкость с очень своеобразным приятным запахом, напоминающим запах амбры, апельсина и бергамота. Главной составной частью эфирного масла являются сложные эфиры (50—77 %), среди которых ведущее место занимает линалилацетат. Кроме того, в масле содержатся линалоол, линалилфорнисат, α- и β-пинен, камфен, мирцен, лимонен, β-оцимен, n-цимол, аллооцимен, свободные органические кислоты — муравьиная, уксусная и др.; обнаружены также сесквитерпеновые, ди- и тритерпеновые углеводороды.
В плодах содержится до 31 % (на абсолютно сухую массу) быстровысыхающего жирного масла, основным компонентом которого является линолевая кислота; по качеству масло близко тунговому маслу. В корнях содержатся кумарины. В соцветиях и листьях имеются ароматические смолы, органические кислоты (муравьиная, уксусная), сапонины, флавоноиды.
Растение обладает антибактериальными свойствами, содержит фитонциды. Кумарины из корней обладают противоопухолевым действием.

## Значение и применение
В пищевой промышленности эфирное масло шалфея мускатного используется при изготовлении ликёроводочных и кондитерских изделий для придания им аромата муската. В табачной промышленности оно применяется для ароматизации дорогих сортов табака.
Отходы после отгонки эфирного масла содержат значительное количество склареола, который может использоваться для синтеза душистых веществ с запахом амбры.
Высыхающее жирное масло используется для получения олифы высокого качества для анфлеража и закрепления эфирных масел.
Масло шалфея мускатного относится к афродизиакам. Будучи антистрессом, помогает решать проблемы сексуального характера, повышает детородную функцию как мужчин, так и женщин.

### Применение в кулинарии
Свежие и сухие соцветия и листья употребляются в качестве приправы для кулинарных изделий, для отдушки сыра, чая и других продуктов.
В некоторых странах из цветков получают ароматный хмельной напиток. В Мексике, Чили из корней и молодых стеблей готовят ароматные прохладительные напитки, их размалывают на муку для кондитерских изделий, надземную часть растения добавляют к пиву и вину для придания им мускатного запаха.

### Применение в медицине
Богатая эфирным маслом надземная часть в период цветения используется в медицине для ванн и аппликаций при полиартрите, остеомиелите, деформирующем артрозе, трофических язвах.
Остающееся после извлечения масла сырьё употребляют для лечебных противоревматических ванн.
В народной медицине растение использовали при мочекаменной болезни, ревматизме, тахикардии, отвар надземной части на молоке применяли как противокашлевое, а также ароматическое и улучшающее пищеварение средства.
Согревающее и расслабляющее действие масла шалфея мускатного ослабляет нервное напряжение (применяется как мягкое успокоительное средство), что очень важно при лихорадочном и паническом состоянии. Улучшает концентрацию, память, стимулирует мозговую деятельность. Повышает креативность и пробуждает интуицию.
Клинические испытания показали эффективность мази, содержащей 5—20 % экстрактов шалфея мускатного, при лечении псориаза.

## Классификация

### Таксономия
Вид Шалфей мускатный входит в род Шалфей (Salvia) подсемейства Котовниковые (Nepetoideae) семейства Яснотковые (Lamiaceae) порядка Ясноткоцветные (Lamiales).
|  |                                      |  |                                                             |                                                             |                      |  | ещё 21 семейство (согласно Системе APG II) | ещё 21 семейство (согласно Системе APG II)  |                                             |  |  |  | ещё 110—130 родов | ещё 110—130 родов    |  |  |
|  |                                      |  |                                                             |                                                             |                      |  | ещё 21 семейство (согласно Системе APG II) | ещё 21 семейство (согласно Системе APG II)  |                                             |  |  |  | ещё 110—130 родов | ещё 110—130 родов    |  |  |
|  |                                      |  |                                                             | порядок Ясноткоцветные                                      |                      |  |                                            |                                             | подсемейство Котовниковые                   |  |  |  |                   | вид Шалфей мускатный |  |  |
|  |                                      |  |                                                             | порядок Ясноткоцветные                                      |                      |  |                                            |                                             | подсемейство Котовниковые                   |  |  |  |                   | вид Шалфей мускатный |  |  |
|  | отдел Цветковые, или Покрытосеменные |  |                                                             |                                                             | семейство Яснотковые |  |                                            |                                             | род Шалфей                                  |  |  |  |                   |                      |  |  |
|  | отдел Цветковые, или Покрытосеменные |  |                                                             |                                                             |                      |  |                                            |                                             |                                             |  |  |  |                   |                      |  |  |
|  |                                      |  | ещё 44 порядка цветковых растений (согласно Системе APG II) | ещё 44 порядка цветковых растений (согласно Системе APG II) |                      |  |                                            | ещё 7 подсемейств (согласно Системе APG II) | ещё 7 подсемейств (согласно Системе APG II) |  |  |  | ещё 700—900 видов |                      |  |  |
|  |                                      |  |                                                             | ещё 44 порядка цветковых растений (согласно Системе APG II) |                      |  |                                            |                                             | ещё 7 подсемейств (согласно Системе APG II) |  |  |  |                   |                      |  |  |